# Jun Boszon
Jun Boszon (Yun Posun) (윤보선; 尹潽善; Aszan (Asan), Dél-Cshungcshong (Dél-Chungcheong), 1897. augusztus 26. – 1990. július 18.) dél-koreai politikus, 1960–1962 között hazája államfője.